# Microcyba viduata
Microcyba viduata là một loài nhện trong họ Linyphiidae.
Loài này thuộc chi Microcyba. Microcyba viduata được Herman Theodor Holm miêu tả năm 1962.